# Horvát tengermellék
A Horvát tengermellék (horvátul: Hrvatsko primorje) egy történelmi és természetföldrajzi egység Horvátország nyugati részén, amely délről Dalmácia, északról a Hegyvidék, nyugaton az Isztria és az Adriai-tengerhez tartozó Kvarner-öböl közötti part menti területeket foglalja magában. A "horvát tengermellék" kifejezés a 18. és 19. században alakult ki, tükrözve Horvátország történelmi és földrajzi szempontból összetett fejlődését. A régió és a szomszédos területek a múltban ütközőponttá váltak az európai nagyhatalmak, a Velencei Köztársaság és a Magyar Királyság, a Habsburg és az Oszmán Birodalom, Ausztria és az Első Francia Császárság, valamint az Olasz Királyság és Jugoszlávia között.

## Fekvése
A Horvát tengermellék délen Dalmácia, északon és keleten Hegyvidék (Gorski kotar), nyugaton pedig Isztria és az Adriai-tenger Kvarner-öble közötti területet foglalja magában. A régió kiterjed Tengermellék-Hegyvidék megye nagy részére és Lika-Zengg megye tengerparti részére. Néha szerepel a régió részeként a Pag-sziget, bár általában Dalmácia részének tekintik. Cres, Lošinj, Krk és a Rab sziget, valamint a további, viszonylag kicsi, közeli szigetek szintén a régió részének számítanak. Még egy meghatározás létezik földrajzi kifejezésekként a horvát tengermellékre vonatkozóan, a Kvarner. A Kvarner keleti irányban Zenggig (vagy még tovább keletre), valamint az Učka-hegységtől keletre, Isztria területére is kiterjed, így a Kvarner szinonimája Tengermellék-Hegyvidék megye partmenti területeinek és szigeteinek.
A Horvát tengermellék területe 2830 négyzetkilométer, lakossága 228 725, a régió összességében 80,82 / km2 népsűrűségű. Az 1120 négyzetkilométer kiterjedésű szigeteken 39 450 lakos él. A régió lakosságának több mint fele Fiume városában, a térség messze legnagyobb városi központjában él. A régió összes többi települése viszonylag kicsi, csupán négyük haladja meg a 4000 főt: Cirkvenica, Mali Lošinj (a legnagyobb szigeti település), Zengg és Kostrena.

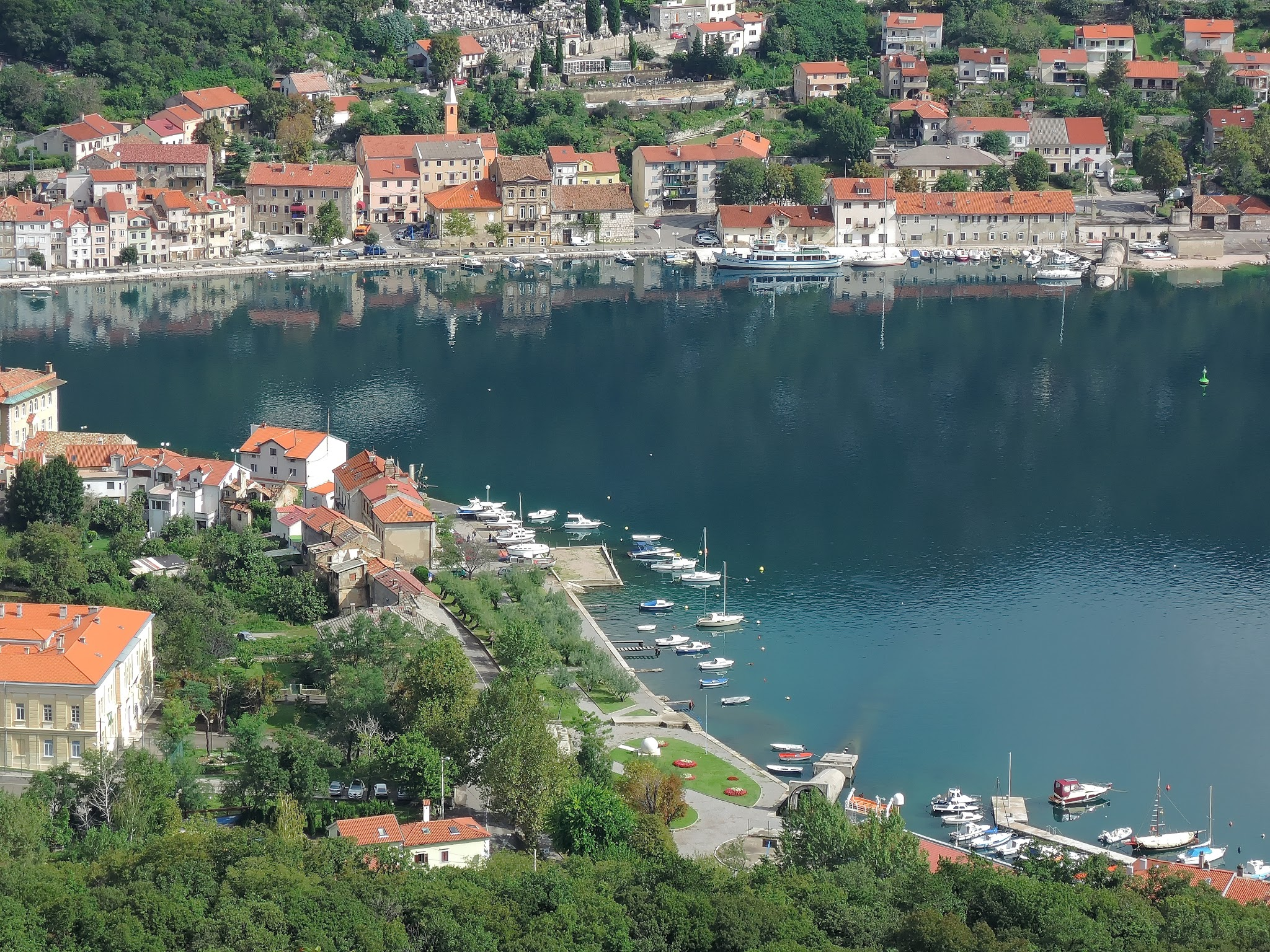
Bakar látképe

## Éghajlata
A Kvarner-öböl szigetei és a közvetlen szárazföldi partvidékek mérsékelten meleg és csapadékos nyári mediterrán éghajlattal rendelkeznek, bár a Lošinj-sziget déli részén a Köppen éghajlati osztályozás szerint meleg nyári mediterrán éghajlat élvezhető. A horvát partvidék partjaitól távolabb eső területein mérsékelten meleg és esős óceáni éghajlat van, hasonlóan Horvátország legtöbb szárazföldi régiójának kontinentális éghajlatához. A havi átlaghőmérséklet a régióban változó. A szárazföldi partvidéken 5,2 °C (januárban) és 23 °C (júliusban) között mozog. A Kvarner-öböl szigetein a havi átlaghőmérséklet valamivel magasabb; 7,3 °C-tól (januárban) 23,8 °C-ig (júliusban), míg a magasabb szinteken, a régió északi és keleti periférikus területein található hegyekben a hőmérséklet tartomány –1,2 °C (januárban) és 16,8 °C (júliusban) között változik. A régióban regisztrált legalacsonyabb, –16,6 °C levegőhőmérsékletet Zenggben, 1956. február 10-én mérték. A legtöbb napsütést az év során Lošinj, Cres, Krk és a Rab szigetei kapják, évente átlagosan 217 derült nappal. A tengervíz hőmérséklete nyáron eléri a 26 °C-ot, míg tavasszal és ősszel 16 °C-ra, télen pedig akár 10 °C-ra süllyed. Az uralkodó téli szelek a bóra és a jugo. A bórát jelentősen befolyásolják a Dinári-Alpok szelei, amelyek hideg és száraz kontinentális levegőt hoznak. A szél csúcssebességét Zenggben mérték 180 kilométer/órás széllökésekkel. A jugo nedves és meleg levegőt hoz, gyakran hordoz szaharai homokot, amely esőport okoz.

## Földtani szerkezete
A régió északkeleti határát képező hegyek lábai, valamint a Kvarner-öbölben található szigetek a Dinári-Alpok részét képezik, amelyek a késő jura időktől az utóbbi időkig folyamatosan fejlődő nyomó- és tolóövezethez kapcsolódnak. A tolóövezet az alpesi hegységképződés része és az Alpok déli részétől délkeletre húzódik. Geomorfológiailag a régió akkor alakult ki, amikor az Adriai-lemez a Dinári-Alpokat tartalmazó szerkezeti egységek alá tolódott. A folyamat számos szeizmikus törést okozott, amelyek közül a legjelentősebb az Ilirska Bistrica - Fiume - Senj törésvonal, amely az elmúlt évszázadokban számos jelentős földrengés forrása volt. A horvátországi Dinári-Alpok felölelik a horvát tengerpart közvetlen hátországában fekvő Gorski Kotar és Lika régiókat, valamint Dalmácia jelentős részeit. Északkeleti pereme a Zsumberki-hegységtől a Száva folyó mentén a Banovina régióig terjed, legnyugatibb domborzati formája pedig az 1272 méteres Ćićarija és az 1396 méteres Učka-hegység az Isztrián a Horvát tengermelléktől nyugatra.

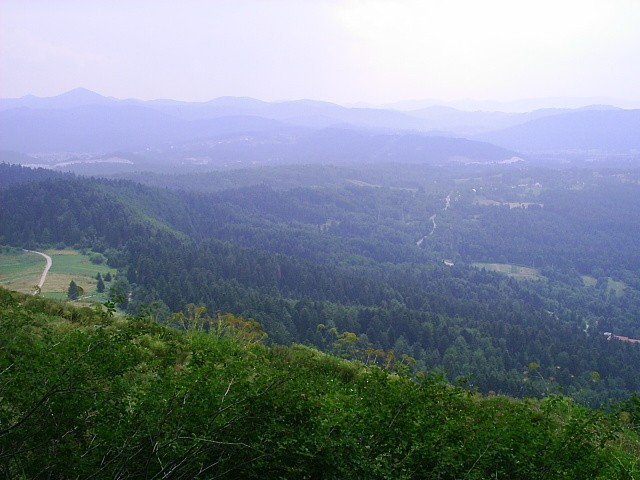
A Tuhobić és a Bitoraj-hegység vonulata Fiume felett

A karszt, amely Horvátország domborzatának körülbelül felét teszi ki, különösen jellemző a Dinári-Alpokban és a horvát tengerparton. Noha a régióban a talaj nagy része karbonátos kőzetből fejlődött ki, a flis is jelentősen képviselteti magát a Kvarner-öböl partján, a Krk-szigettel szemben. A karszt domborzata az Adriai-karbonát platformról fejlődött ki, ahol a karsztosodás nagyrészt a Dinaridák oligocén és miocén korszakban történt végső felemelkedése után kezdődött, amikor a karbonátos kőzet atmoszférikus hatásoknak, például esőnek volt kitéve és jelenlegi tengerszint alatt 120 méterrel terjedt ki, amelyet az utolsó glaciális maximum tengerszintcsökkenése emelt ki. Feltételezhető, hogy egyes karsztképződmények a korábbi tengerszintcsökkenésekhez kapcsolódnak, leginkább a messinai sókrízishez.
A Cres - Lošinj és a Krk - Rab szigetláncok négy különálló területre osztják a Kvarner-öblöt: Fiumei-öböl, Kvarner (szűkebb értelemben), Kvarnerić és Vinodol-csatorna. A Cres - Lošinj csoportba tartoznak még az Ilovik, a Susak, az Unije, a Vele Srakane és a Male Srakane nevű lakott szigetek, valamint nagyszámú kicsi, lakatlan sziget. A zárai szigetcsoport a szigetcsoporttól délkeletre húzódik. A Krk - Rab szigetcsoportba a Krk és a Rab mellett csak lakatlan szigetek tartoznak, közülük a legnagyobbak a Plavnik, a Sveti Grgur, a Prvić és a Goli otok. A Krk - Rab szigetcsoportról általában úgy gondolják, hogy egyetlen szigetcsoportot képvisel Pag szigetével (Rabból délkeletre) és a Pagot körülvevő szigetekkel.

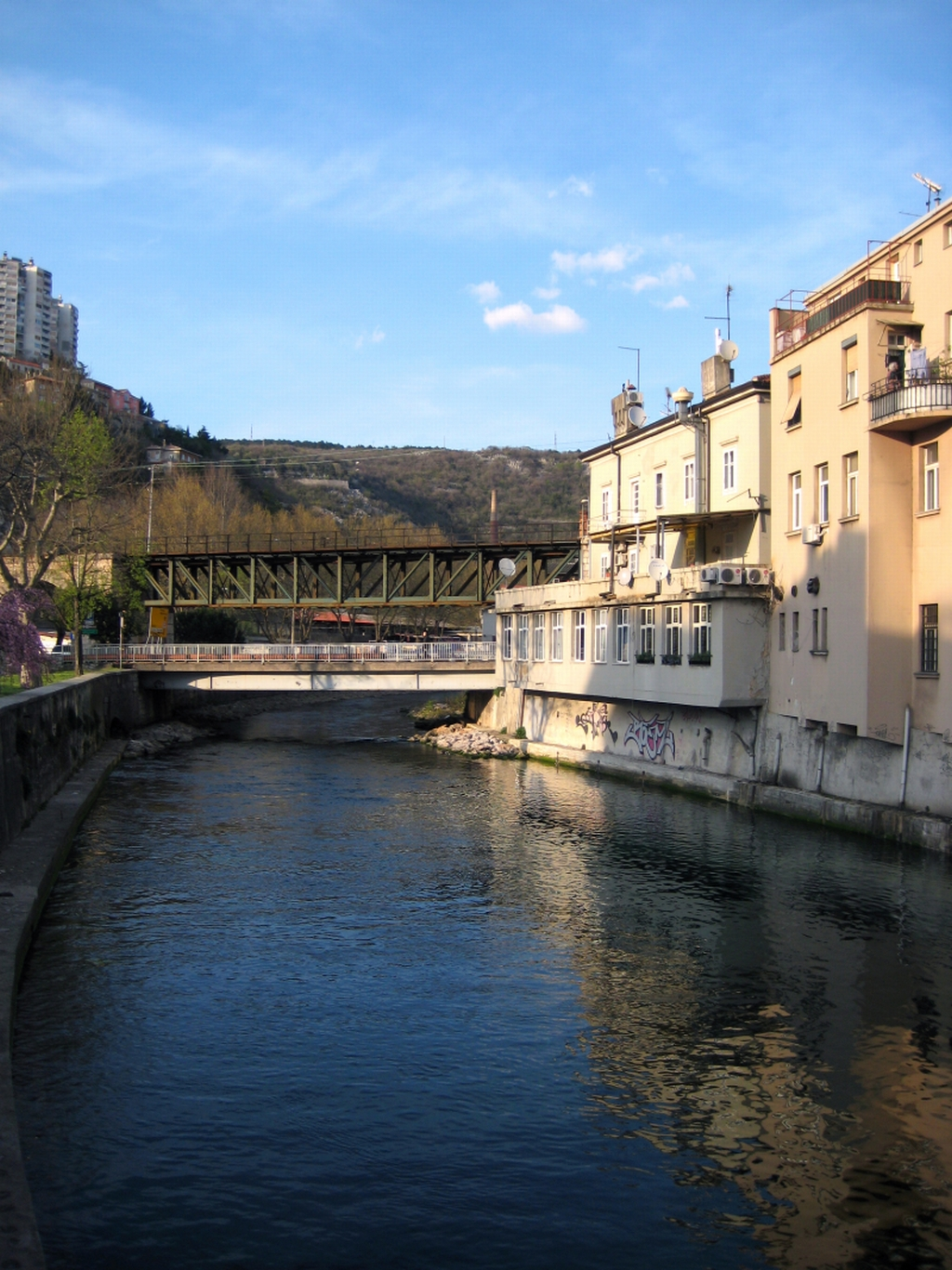
A Rječina-folyó Fiumében

## Vizei
A víz elérhetősége a régióban jelentősen változó. Fiume és Vinodol között számos édesvízforrás található, amelyeket nagyrészt vízellátó rendszerek számára használnak fel. A víz jelentősen hozzájárult a térség geomorfológiájához, különösen a Fiume és Kraljevica között elhelyezkedő Bakari-öbölben. A Velebit tenger feletti lejtőin, Zengg és Karlobag közelében található területeken a felszíni vízfolyások ritkák. A tengerbe áramló vízfolyásokat képeznek, míg az alacsonyabb hozamú források nyáron kiszáradnak. A régió legjelentősebb vízfolyása a 17,5 kilométer hosszú Rječina-folyó, amely Fiume városában az Adriai-tengerbe ömlik. Cres, Krk és Lošinj szigetek jelentős felszíni vizekkel rendelkeznek, amelyeket elsődleges vízellátási forrásként használnak ezeken a szigeteken. Közülük a legjelentősebb a Cres szigetén található Vrana-tó, amely 220 millió köbméter vizet tartalmaz. Az édesvízi tó felülete 16 méterrel van a tengerszint felett, míg legnagyobb mélysége 74 méter. A biológiai sokféleség megőrzése szempontjából különösen jelentős terület a Kvarner-öböl.

## Története

### Középkor

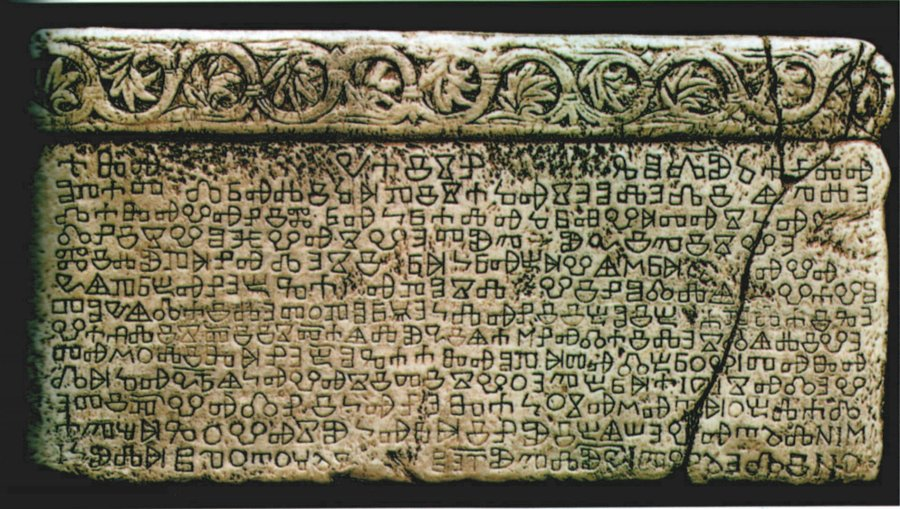
A Baška-tábla

A kora középkorban, a Római Birodalom bukása után, a régió adriai partjait a keleti gótok, longobárdok és a Bizánci Birodalom irányította. A Karoling Birodalom az időszak utolsó részében keletkezett, ezt követően a Kvarner-öbölig a Frank Királyság vette át az Adriai-tenger nyugati partvidékének irányítását, míg az ellenkező part bizánci irányítása az avar és horvát invázió nyomán a 7. századtól kezdődően fokozatosan csökkent. A régió a 11. századra fokozatosan beépült a középkori Horvát Királyságba. Amikor a királyság elérte területi maximumát Zengg városa a régió legfontosabb központjává vált. A horvát történelmi örökség szempontjából jelentős tárgyi emlékek származnak a régióból, melyek közül a legnevezetesebb az ún. Baška-tábla, amely az egyik legrégebbi fennmaradt horvát nyelvű felirat.
A régió hovatartozása a középkorban továbbra is vitatott volt, amikor a Velencei Köztársaság elkezdte kiterjeszteni befolyását és területét, fokozatosan visszaszorítva Horvátországot, amely 1102 óta Horvátország és Magyarország perszonáluniójában volt. 1420-ra Velence Krk kivételével Isztriát és Dalmáciát, valamint a Kvarner-öböl összes szigetét ellenőrizte. A sziget 1481-ben vált a köztársaság részévé, de Velence soha nem foglalta el a régió szárazföldi részeit, ami teljes egészében összekötötte volna a velencei birtokokat az Adriai-tenger keleti részén.

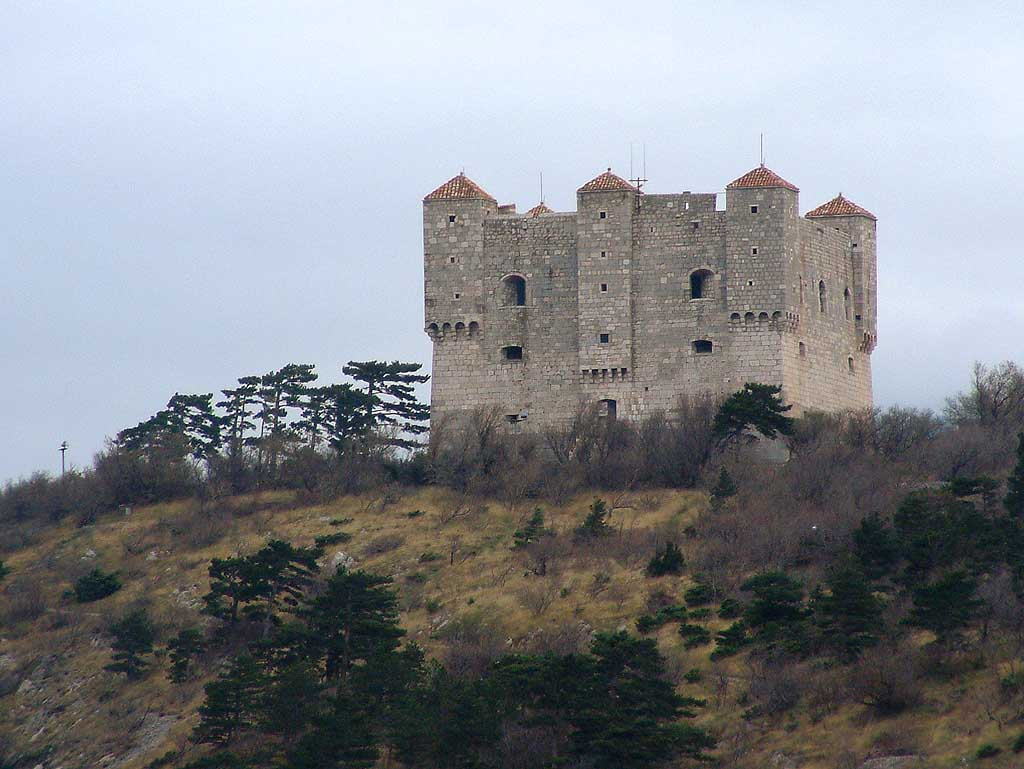
A Nehaj-vár Zengg mellett

### Török háborúk
Az oszmán hódítások, különösen az 1493-as korbávmezei csata és az 1526-os mohácsi csata megrendítették a Magyar Királyságot. Az 1527-es cetini száboron a horvát rendek Habsburg I. Ferdinándot választották Horvátország új uralkodójának azzal a feltétellel, hogy megvédelmezi Horvátországot az Oszmán Birodalom ellen, amely akkor már Likáig terjedt. Mivel a régió a Habsburgok, az oszmánok és a velenceiek közötti ütközőponttá vált, védelmének kiemelt jelentőséget tulajdonítottak. Ebben jelentős szerepet játszottak az uszkókok, akik miután az oszmánok meghódították eredeti központjukat Klissza várát, a Zengg melletti Nehaj-várban hozták létre új főhadiszállásukat. Támadásokat is indítottak az oszmán uralom alatt álló keresztény közösségek, valamint a velencei kereskedők és polgárok ellen. Az uszkókok és Velence közötti fokozódó konfliktus 1615-1617-es uszkók háborúban tetőzött, amelynek eredményeként az uszkókokat kitelepítették. A törökellenes felszabadító harcok következtében 1684 és 1689 között az oszmánok kénytelenek voltak visszavonulni Likából és a régió teljes hátországából.

### Habsburg uralom
1797-ben a francia hódítás után a Velencei Köztársaság megszűnt létezni. A velencei területet ezután átadták a Habsburgoknak, majd az 1805-ös pozsonyi béke után visszakerült Franciaországhoz. Az Adriai-tenger keleti partján lévő egykori velencei birtokokat, beleértve a mai horvát tengerpartot 1809-ben a schönbrunni szerződéssel Illír tartományként a Francia Császárság tartományaként egyesítették. Néhány nappal a waterlooi csata előtt a bécsi kongresszus az illír tartományokat (a Trieszti-öböltől a Kotori-öbölig) a Habsburg Birodalomnak ítélte oda.
A korábbi francia tartományból mint osztrák koronabirtokot 1816-ban létrehozták az Illír Királyságot, míg a volt illír tartományok többi részét 1817-ben Dalmát Királyság néven külön koronabirtokká alakították. Rab szigetét és Fiumét 1822-ben visszacsatolták a Horvát Királyságba. Az Illír Királyságot 1849-ben megszüntették, helyén Karintia, Carniola és az Osztrák Tengermellék (németül: Österreichisches Küstenland) koronabirtokait hozták létre, utóbbiak közé tartoztak a Krk, Cres és Lošinj szigetei is. Az 1868-as horvát-magyar kieggyezés révén Fiume városát külön testként kiemelték a Horvát Királyságból, és három szlavóniai vármegyéért cserébe közvetlenül a Magyar Királyságba integrálták. 1881-ben a Zengg városát és a Velebitalját magában foglaló katonai határörvidéket a Horvát-Szlavón Királyságba csatolták.

### 20. század
Az első világháborút, Ausztria-Magyarország felbomlását és a trianoni békeszerződést követően Magyarország elveszítette birtokait a régióban. 1918-ban Ausztria-Magyarország egyes részeiből rövid életű, el nem ismert szlovén, horvát és szerb állam jött létre, amely magában foglalta a volt monarchia adriai partvidékének nagy részét és az egész mai horvát tengerpartot. Még abban az évben a Szerb Királyság vezetésével megalakult a Szerb-Horvát-Szlovén Királyság, amelyet 1929-ben Jugoszláviának neveztek el.
Az 1919-es saint-germaini szerződés az osztrák tengerpartot Olaszországnak adta, Dalmáciát azonban a Szerb-Horvát-Szlovén Királyságnak ítélte oda. A háborút követően olasz katonák elfoglalták Fiumét, felállítva az olasz Carnaro régiót, hogy kikényszerítsék az olasz követelések elismerését a város iránt. Ezen állapot tizenhat hónapos fennállása után az 1920-as rapallói egyezmény újradefiniálta az olasz-jugoszláv határokat, többek között Zárát, valamint Cres, Lastovo és Palagruža szigeteit Olaszországnak, Krk szigetét pedig Jugoszláviának ítélve, és létrehozva a Fiume szabadállamot. Ezt az új államot 1924-ben a római szerződés megszüntette, Fiumét Olaszországnak, Sušakot pedig Jugoszláviának ítélve oda.
1941 áprilisában Jugoszláviát a náci Németország és Olaszország foglalta el, utóbbiak elfoglalták a horvát tengerpartot. Az 1947-es, Olaszországgal kötött békeszerződés elvette az olasz háborús területi hódításokat, így az egész Horvát Tengermellék Jugoszlávia része lett. A kommunizmus bukása után Jugoszlávia szétesett, mivel Szlovénia és Horvátország 1991-ben kikiáltotta függetlenségét. A horvátországi háború idején bár a régió gazdasági visszaesést szenvedett itt nem folytak harcok.

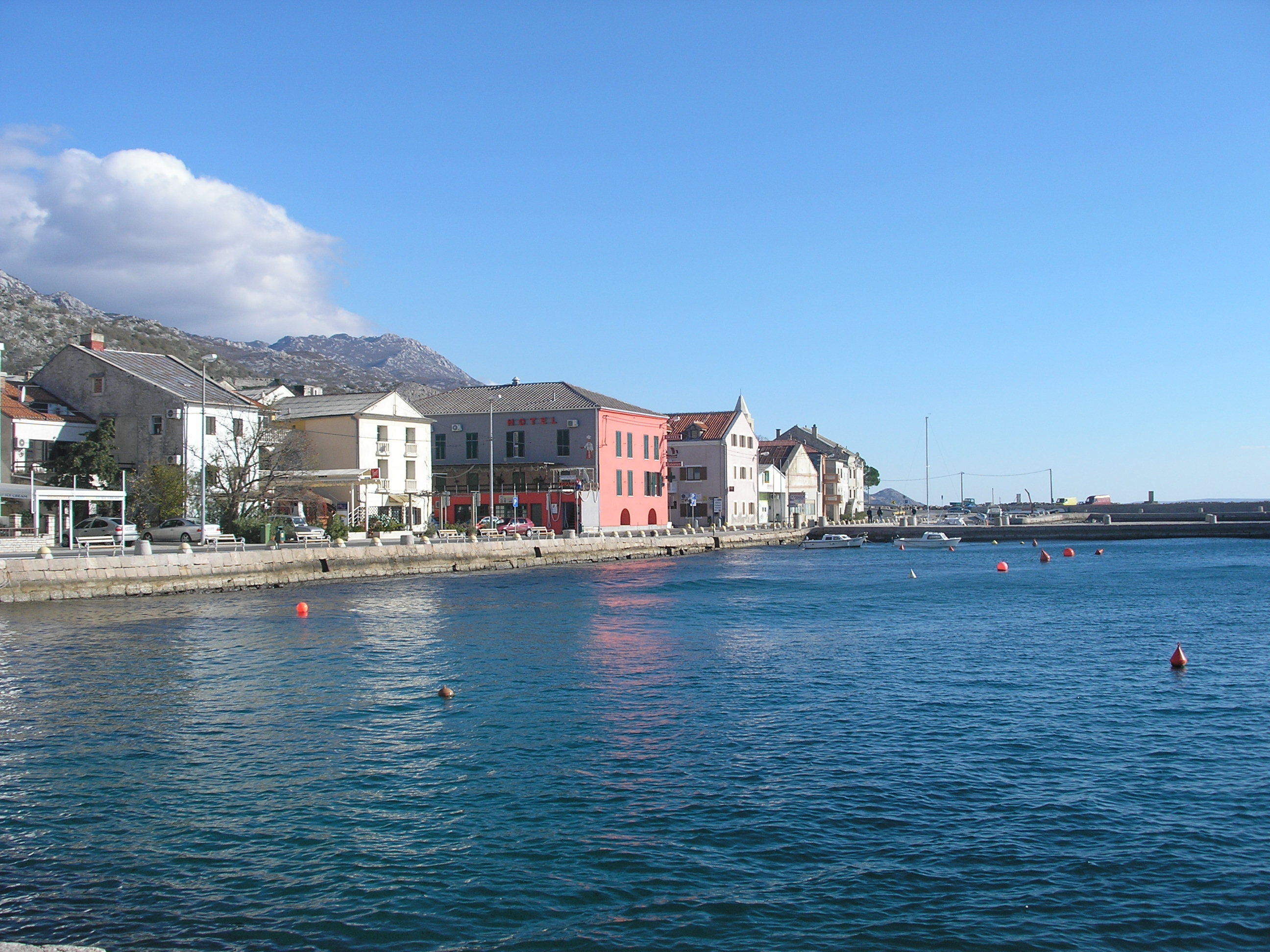
Karlobag látképe

## Kultúra
A Kvarner-öböl környéke már az ókortól fogva a különféle kultúrák találkozási pontja volt a hellén és a római kultúrától kezdve, a középkoron át napjainkig. Ezt a keveredést tükrözi a vidék folklórja, többek között a Kastav környéki zvoncsárok (kolomposok) hagyománya, mely a kereszténység felvétele előtti, a tél rossz szellemeinek elűzésére tartott szertartásokból ered. Ez a hagyomány szerepel az UNESCO emberiség szellemi kulturális örökségének listáján. 1364 óta élő hagyományt őriz a rabi íjászok társasága, akik a sziget sikeres védelmének emlékeként újították fel az ősi számszeríjász bajnokságot.
A régióban használt tipikus dekoratív motívum a „morčić” (többes szám: morčići) - egy sötét bőrű turbános mórfej, amelyet az ékszerek, általában fülbevalók középpontjában használnak. A legenda szerint a motívum egy feltételezett csatához kapcsolódik a horvát és az oszmán hadsereg között a Fiumétől északra fekvő Grobnikon, de valószínűbb, hogy velencei eredetű, mivel hasonló a velencei „moretti” motívumhoz, amelyet többnyire brossokon és kitűzőkön használnak.
A régió legkorábbi építészeti öröksége a Vinodol területén fennmaradt római és a bizánci épületek romjai, valamint a kora középkori horvát temetkezési helyek. Krk szigetén, Vinodolban és Kastav térségében vannak fennmaradt példák a román építészetre is. Főként templomok, kolostorok és erődítmények, mint például Drivenik vára. A szárazföldi részeken számos megőrzött példa található a gótikus templomokra. A reneszánsz idején az építkezés nagyrészt erődítményekből állt, mivel az oszmánok meghódították a régió hátországát. A régió leghatalmasabb nemesei, a Zrínyiek és a Frangepánok számos várat építettek a környéken. Ide tartoznak Trsat, Grobnik, Bakar, Kraljevica, Ledenice, Bribir, Hreljin, Grižane, Novi Vinodolski, Krk, Drivenik és a Vrbnik közelében található Gradec várai. A barokk építészet legreprezentatívabb darabja a fiumei Szent Vitus székesegyház.
A régió számos író szülőhelye vagy otthona volt, akik horvát, olasz és osztrák irodalomban tették le a névjegyüket. Ide tartozik Ivan Mažuranić a horvát irodalom egyik legfontosabb szerzője a 19. század első felében, továbbá Janko Polić Kamov, Ödön von Horváth és még sokan mások. A régióban beszélt ča nyelvjárás széles körben jelen van az itt született vagy élő költők műveiben. A régió legjelentősebb művésze a 16. századi miniaturista Juraj Julije Klović (olaszul: Giorgio Giulio Clovio), aki Vinodolban, Grižanéban született. A régióban született vagy aktív 20. századi művészek Romolo Venucci, Jakov Smokvina, Vladimir Udatny, Antun Haller, Ivo Kalina, Vjekoslav Vojo Radoičić és még sokan mások. A régió templomai és kolostorai számos műalkotást őriznek. Ide tartozik Girolamo da Santacroce egy 1535-ös oltártriptichonja a Košljun-sziget ferences kolostorában, vagy a Baška melletti Jurandvor bencés apátságából származó Paolo Veneziano poliptichon, amely a Krki egyházmegye gyűjteményében található.

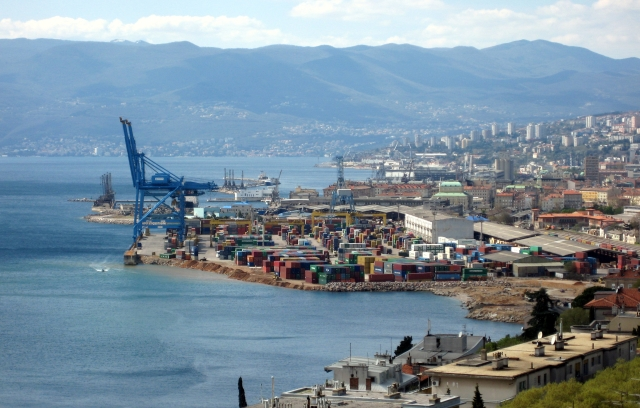
Fiume kikötője

## Gazdaság
A Horvát tengermellék gazdasága nagyrészt Fiume városra összpontosul, amelynek gazdasági hatása közvetlenül érezhető nemcsak a földrajzi régióban, hanem Tengermellék-Hegyvidék megye más részein és Lika-Zengg megye jelentős részén is. Tengermellék-Hegyvidék megyében a legjelentősebb gazdasági tevékenység a közlekedés (amely főként a fiumei kikötő tevékenységén alapul), a hajógyártás és az idegenforgalom, valamint főként a régió hátországában, Gorski kotar területén az erdészet és a fafeldolgozás. Magában Fiume városában a legjelentősebb gazdasági tevékenység az építőmérnöki munka, a nagy- és kiskereskedelem, a szállítási és raktározási szolgáltatások, valamint a feldolgozóipar. Lika-Zengg megyében ahol szinte minden vállalkozás kis- és középvállalkozó, az idegenforgalom, a fafeldolgozás és a mezőgazdaság a domináns gazdasági tevékenység.
A régió idegenforgalmához jelentősen hozzájárulnak a kikötők. 2010-ben működési bevétele alapján két horvátországi tengermelléki központú társaság került az első ötven közé a horvát vállalatok között. Közülük a legmagasabban rangsorolva a rijekai székhelyű Plodine szupermarketlánc volt, amely a 16. helyet foglalta el. A listán a 22. helyet foglalta el az Euro Petrol kőolajtermék-nagykereskedelmi és kiskereskedelmi vállalat.

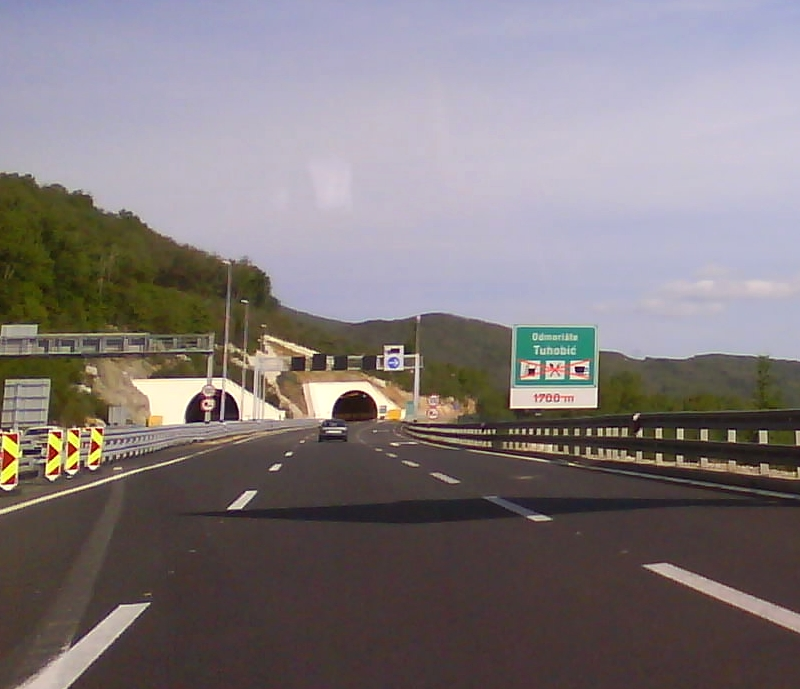
A Tuhobić-alagút az A6-os autópályán

## Infrastruktúra
A páneurópai közlekedési folyosó elágazása a horvát tengerparton halad át. Az útvonal felöleli az A6-os autópályát az Orehovica csomóponttól - a fiumei elkerülő szakasz részén át, ahol az A6 és az A7 autópálya találkozik - a Bosiljevo 2 csomópontig, ahol a folyosó útvonala átvált az A1-es autópályára, mielőtt észak felé haladna Zágráb és Budapest irányában. A folyosó része egy vasúti vonal is, amely összeköti Fiume kikötőjét Zágrábbal és további külföldi célállomásokkal.
A régió másik jelentős közúti szállítási útvonala az A7-es autópálya, amely Fiumét és Szlovéniát köti össze. Krk-sziget a Krk-hídon keresztül csatlakozik a szárazföldhöz. A híd 390 méteres vasbeton boltívével, 1980-ban amikor elkészült a világon a leghosszabb ilyen híd volt.
A fiumei kikötő Horvátország legnagyobb kikötője, amely az ország behozatalának és exportjának legnagyobb részét bonyolítja le. Létesítményei közé tartoznak a városban és a Bakari-öböltől elterülő területen található terminálok és egyéb építmények, ahol az ömlesztettáru-terminál található, valamint Fiumétól nyugatra egy többcélú terminál. A fiumei kikötő a Jadrolinija által üzemeltetett utas- és kompjáratokat is szolgálja a közeli Cres, Mali Lošinj, Susak, Ilovik, Unije, Rab és Pag szigetekre, valamint a délebbre fekvő adriai kikötőkhöz, például Splithez és Dubrovnikhoz. A Split és Dubrovnik felé tartó vonal a Hvar, Korčula és Mljet szigeteket is szolgálja. Két nemzetközi repülőtér van a régióban, a Fiumei repülőtér és a Lošinji repülőtér. Mindkét repülőtér kevés járatot szolgál ki, de a kettő közül a fiumei repülőtér a forgalmasabb.

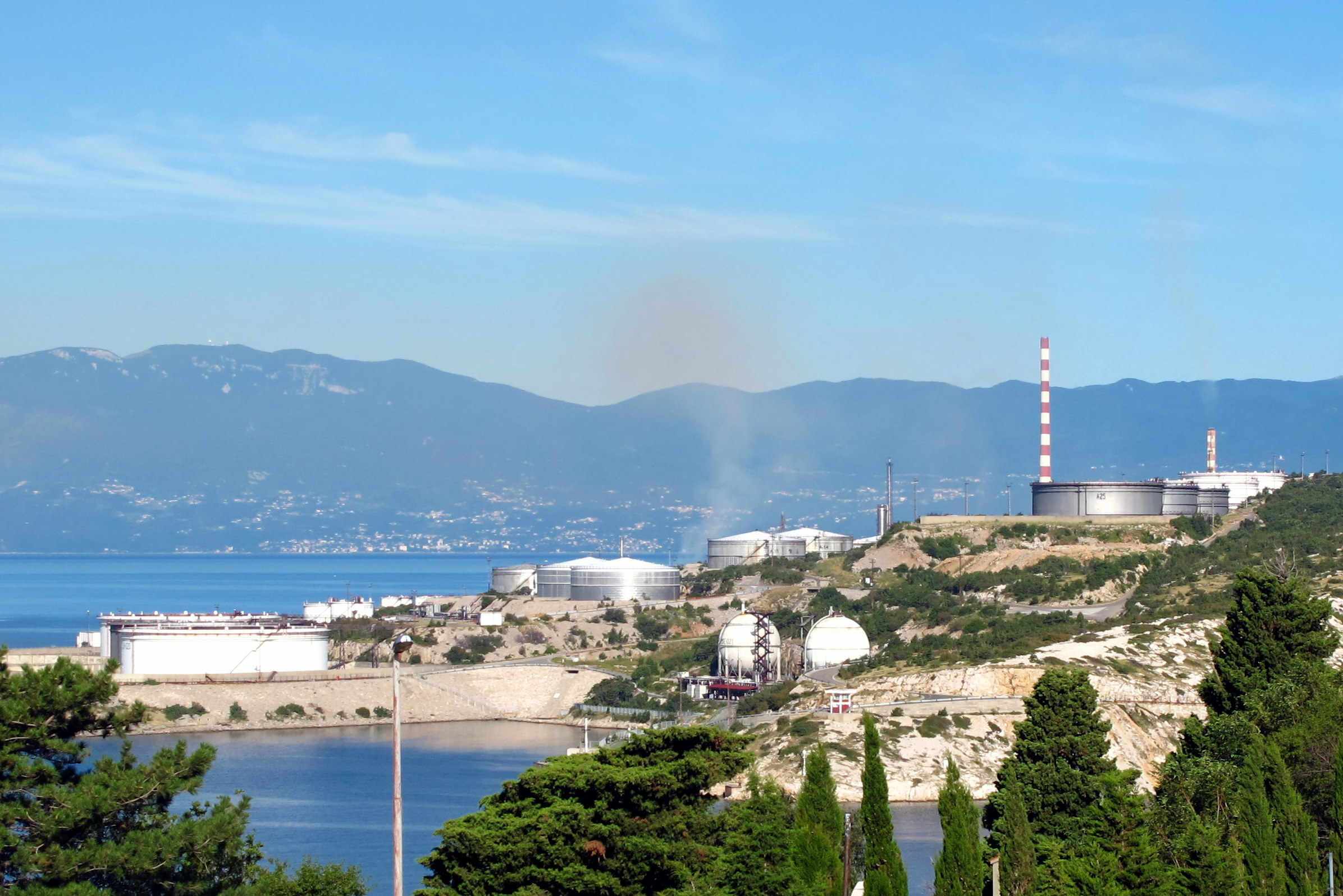
Olajtárolók Kraljevicánál

A régió csővezeték-infrastruktúrája magában foglalja a Jadranski naftovod (JANAF) csővezetéket, amely összeköti a fiumei kikötőhöz tartozó Omišalji olajterminált a sziszeki és virjei kőolajtárolókkal és terminálokkal, valamint egy Bródtól keletebbre a Száván épített terminálhoz. A JANAF vezetéket üzemeltet a terminál és az INA fiumei finomítója között.

## Fordítás
Ez a szócikk részben vagy egészben  a   Croatian Littoral című angol Wikipédia-szócikk ezen változatának fordításán alapul.  Az eredeti cikk szerkesztőit annak laptörténete sorolja fel. Ez a jelzés csupán a megfogalmazás eredetét és a szerzői jogokat jelzi, nem szolgál a cikkben szereplő információk forrásmegjelöléseként.